# Dog (ilha)
A Ilha Dog é uma das ilhas do arquipélago de Anguila. É desabitada e situa-se 13 km a noroeste da ilha principal, Anguila.